# I Remember You (canción de Skid Row)
«I Remember You» —en español: Recordándote— es el tercer y último sencillo de Skid Row del álbum debut homónimo lanzado en 1989. La Power Ballad fue lanzada en noviembre de 1989 y compuesto por los miembros de la banda Rachel Bolan y Dave "The Snake" Sabo. Alcanzó el número seis en el Billboard Hot 100 y el número veintitrés de la Mainstream Rock Tracks a principios de 1990; la canción también llegó al # 36 en la lista de sencillos del Reino Unido.
En 2003, Skid Row, esta vez con el nuevo cantante Johnny Solinger, grabó una segunda versión de la canción titulada "I Remember You Two." La canción aparece en el álbum Thickskin. La versión de Solinger no fue bien recibida por los críticos y aficionados por igual.
En una entrevista en 2007, el cantante Sebastian Bach, comentó a cerca de "I Remember You": "Fue la canción más bailada de los Estados Unidos en el año 1990 .... Habla sobre los recuerdos. Literalmente todo el país realizó su baile de graduación con "I Remember You", y eso es un recuerdo difícil de superar.

## En la cultura popular
"I Remember You" apareció en varias serie televisivas: October Road de ABC, Reunion de FOX, South Park y Friday Night Lights. 
Esta es una de las mejores canciones de todos los tiempos con grandes riffs de guitarra, con combinaciones de Hard Rock, en el video se ve a Sebastian Bach en todo su clímax, con sus ruidosos gritos rítmicos al final de la canción, el título de la canción traduce "Me acuerdo de ti"; como esta canción fue a finales de los 80 se ve que ya se había perdido las influencias del Glam metal en la banda y el video trataba más de una vida social común y corriente.